# Aventurera
Aventurera é um filme mexicano de 1950, género drama, realizado por Alberto Gout.

## Resumo
Elena tem uma vida feliz, até que um dia a sua mãe foge com um amigo e o seu pai comete suicídio. Ela decide partir para a grande cidade e procurar trabalho, mas todos os homens querem abusar dela.
Se bem que à primeira vista pareça mais um dos muitos melodramas existentes, trata-se aqui de um filme de mestre, que atraiu bastante a atenção da crítica e do público.

## Elenco
- Ninón Sevilla
- Tito Junco
- Andrés Palma
- Rubén Rojo